# Twierdzenie Li-Yorke’a
Twierdzenie Li-Yorke’a – twierdzenie podane w 1975 r. przez amerykańskich matematyków Tien-Yiena Li i Jamesa A. Yorke’a dotyczące występowania punktów okresowych o dowolnych okresach dla pewnej klasy funkcji ciągłych na prostej.
Rozpoczynające się w tym okresie zainteresowanie teorią chaosu spowodowało, że praca Li i Yorke’a stała się bardzo popularna. Wówczas zwrócono uwagę na wcześniejsze prace Aleksandra Szarkowskiego, zupełnie wówczas nieznane na Zachodzie, a zawierające znacznie silniejsze wyniki, m.in. twierdzenie Szarkowskiego.

## Wersja uproszczona
Niech {\displaystyle f\colon J\to J} będzie funkcją ciągłą, a {\displaystyle J\subseteq \mathbb {R} } przedziałem domkniętym.
Przypuśćmy, że funkcja {\displaystyle f} ma punkt okresowy o okresie równym {\displaystyle 3} i orbicie {\displaystyle a\to b\to c\to a} dla {\displaystyle a<b<c} lub {\displaystyle a>b>c.} Wówczas dla każdej liczby naturalnej {\displaystyle k\in \mathbb {N} } istnieje w {\displaystyle J} punkt okresowy o okresie {\displaystyle k.}